# سید احمد خاتمی
سید احمد خاتمی (زادهٔ ۱۸ اردیبهشت ۱۳۳۹) عضو فقهای شورای نگهبان و نماینده مجلس خبرگان رهبری است. او توسط سید علی خامنه‌ای در ۲۷ آذر ۱۳۸۴ به‌عنوان امام جمعه موقت تهران منصوب شد. سید احمد خاتمی با سید محمد خاتمی رئیس‌جمهور پیشین نسبتی ندارد. وی داماد سید محمدرضا سعیدی است.
اتحادیه اروپا، روز دوشنبه ۲۱ آذر ۱۴۰۱ احمد خاتمی را به‌دلیل نقض حقوق بشر در فهرست تحریم‌های خود قرار داد.

## تحصیلات
سید احمد خاتمی در سال ۱۳۵۱ شروع به تحصیل علوم حوزوی در مدرسه علمیه صادقیه سمنان نمود و در سال ۱۳۵۴ به حوزه علمیه قم رفت. وی هم‌اکنون برخی از دروس فقهی را تدریس می‌کند.
به گفتهٔ او، از افرادی چون یحیی انصاری شیرازی، عبدالله جوادی آملی و حسن حسن‌زاده آملی تأثیر گرفته‌است.
او دارای اجتهاد و مدرس دروس عالی حوزه علمیه و از استادان اخلاق است. 

## فعالیت‌های سیاسی
سید احمد خاتمی هم‌اکنون عضو فقهای شورای نگهبان، نماینده مردم کرمان در مجلس خبرگان رهبری،، عضو جامعه مدرسین حوزه علمیه قم، عضو هیئت مدیره مرکز تحقیقات کامپیوتری علوم اسلامی، عضو شورایعالی مجمع جهانی اهل بیت، عضو شورای سیاستگذاری فرهنگی آن مجمع می‌باشد. وی همچنین تا اول خرداد ۱۴۰۳ به‌مدت ۲۲ سال منشی هیئت رئیسه مجلس خبرگان بود.

## تحریم‌ها
اتحادیه اروپا، روز دوشنبه ۲۱ آذر ۱۴۰۱ احمد خاتمی را به همراه ۱۹ شخص حقیقی دیگر و سازمان صداوسیمای جمهوری اسلامی، به‌دلیل نقض فاحش حقوق بشر در فهرست تحریم‌های خود قرار داد. این تحریم همزمان با اعدام دو جوان بازداشت شده در اعتراضات سه ماه اخیر ایران با حکم دادگاه‌های جمهوری اسلامی صورت گرفت.

## شاگردی منتظری
مهدی کروبی در اشاره به سوابق احمد خاتمی می‌گوید: «هرچه من از دیگران سؤال کردم ایشان سوابقی نداشتند و همین اندازه از دوستانش شنیدم که در صف اول درس آیت‌الله منتظری می‌نشسته» و دلیل رشد ناگهانی سیاسی و اجتماعی احمد خاتمی را مخالفت با منتظری پس از مرگ  خمینی عنوان می‌کند.
احمد خاتمی در پاسخ به کروبی، ضمن تأیید حضور در کلاس‌های منتظری می‌گوید از شش ماه قبل از عزل، در کلاس‌های او حاضر نمی‌شده‌است و پیش از مرگ خمینی و بعد از عزل منتظری از قائم مقامی علیه او سخنرانی می‌کرده‌است.

## حضور در جنگ
ابوالقاسم اقبالیان در کتاب حجره شماره ۲ که شامل خاطرات او از زمان جنگ است، می‌نویسد، چند نفر از روحانیون را برای یک شب در زمان جنگ به مقر خود در اهواز می‌برد، اما یکی از آن روحانیون که بسیار ترسیده بود، با اصرار و التماس می‌گوید: «شما رو به خدا ما رو همین امشب برگردون» و وقتی اقبالیان پاسخ می‌دهد که یک شب اینجا بمانید، تا بفهمید بسیجی‌ها چه سختی‌هایی را تحمل می‌کنند، پاسخ می‌دهد: «آقای اقبالیان، اینا وظیفه‌شونه که بجنگن. من هم وظیفه‌م اینه که درس بخونم. آقای منتظری گفته در آینده مجتهد می‌شم»
جواد موگویی مستندساز با اشاره به این مطلب، از نویسنده پرس و جو می‌کند و نویسنده می‌گوید، این فرد احمد خاتمی بوده‌است. او در صفحه اینستاگرامش نوشته‌است: «کنجکاو شدم که این روحانیِ شاگرد آیت‌الله منتظری چه کسی بوده؟! حدس می‌زدم! شباهت‌هایی با خاطره‌ای دیگر در ذهنم بود. اما از خود آقای اقبالیان پرسیدم. جواب نداد! گفتم حدسم آقای سیداحمد خاتمی است. درسته؟ با تاسف به علامت تأیید سری تکان داد.»
خاتمی در گفتگو با خبرگزاری فارس این مطلب را تکذیب کرده است.

## اظهارنظرها
احمد خاتمی در سخنرانی‌های خود از عدم رسیدگی برخی مسوولان به موضوع حجاب انتقاد کرده‌است.
در پی سخنان حسن روحانی که بیان کرد: بگذاریم مردم خودشان راه بهشت را انتخاب کنند، نمی‌توان با زور و شلاق مردم را به بهشت برد. خاتمی ضمن انتقاد از این سخنان بیان کرد: مأموریت حکومت صاف کردن جاده بهشت است.
در پی اظهارات هاشمی رفسنجانی مبنی بر نظارت بر عملکرد رهبری، احمد خاتمی بیان کرد: روح‌الله خمینی با «نفرت» از آمریکا از دنیا رفت.
احمد خاتمی در آستانه چهارشنبه سوری سال ۹۳، «جشن گرفتن و آتش‌بازی چهارشنبه آخر سال» را حرام شرعی اعلام کرد. 
وی پیش تر نیز دربارهٔ چهارشنبه سوری این چنین اعلام نظر کرده بود: «چهارشنبه‌سوری به صورت کنونی در شأن ملت ایران نیست» و نیز «دشمنان می‌خواهند با پراهمیت جلوه دادن نمادهای ملی نسبت به جلوه‌های دینی، دین را در جامعه کم‌رنگ کنند، آن‌ها با بزرگ کردن چهارشنبه‌سوری، نوروز و نظایر این‌ها می‌خواهند به این هدف نایل شوند پس چهارشنبه سوری و نوروز را بیخیال شوید».
او در واکنش به تظاهرات زمستان سال ۱۳۹۶ شرکت‌کنندگان در اعتراض‌ها را لایق مجازات اعدام دانست و گفت: «اعلام می‌کنم افراد ضدانقلابی که در این ماجراها بودند، به خصوص آن‌ها که در مشهد در جوار مرقد امام رضا شعارهای هنجارشکن دادند، شایسته اشد مجازات هستند.»
در واکنش به درخواست مجوز برای کنسرت حبیب محبیان گفت: ایران جای خواننده‌های لس‌آنجلسی نیست.

### عزاداری محرم در دوران کرونا
به‌رغم هشدارهای مکرر مسئولان کادر درمانی کشور نسبت به خطر گسترش کرونا، احمد خاتمی گفت: «قدرتمندتر از شما که رضا خان قلدر بود، با خشونت می‌خواست جلوی عزاداری را بگیرد و نتوانست.»

### نمازجمعه
سید احمد خاتمی در خطبه نماز جمعه ۱۲ آذر ۱۴۰۰ در تهران گفت: این نماز جمعه بهشت را تولید می‌کند.

### فساد در نظام اسلامی
احمد خاتمی در خطبه‌های نمازجمعه ۲۷ آبان ۱۴۰۱ تهران با بیان اینکه تضعیف نظام خلاف شرع است، تأکید کرد که «وقتی فردی بگوید که فساد در نظام وجود دارد، این حرام و تهمت به جمهوری اسلامی است زیرا در جمهوری اسلامی هیچ فسادی تاکنون دیده نشده و آن فرد لایق مجازات است»

## آثار
- ابعاد جنگ در قرآن و حدیث
- شایعه از نظر قرآن و حدیث
- سیمای نفاق در قرآن
- رسالت خواص
- عبرتهای عاشورا
- سیری در سیره سیاسی امام علی
- سیمای حماس امام سجاد
- مدیریت در قرآن و حدیث
- اخلاق سیاسی
- امر به معروف و نهی از منکر
- در سایه سار حکمت علوی
- مدیریت و تشکل در سیره امام هادی
- نگاهی به مبانی تفکر خمینی پیرامون ولایت فقیه
- فقه الاخلاق از دیدگاه شیخ انصاری